# 賽克勒圖書館

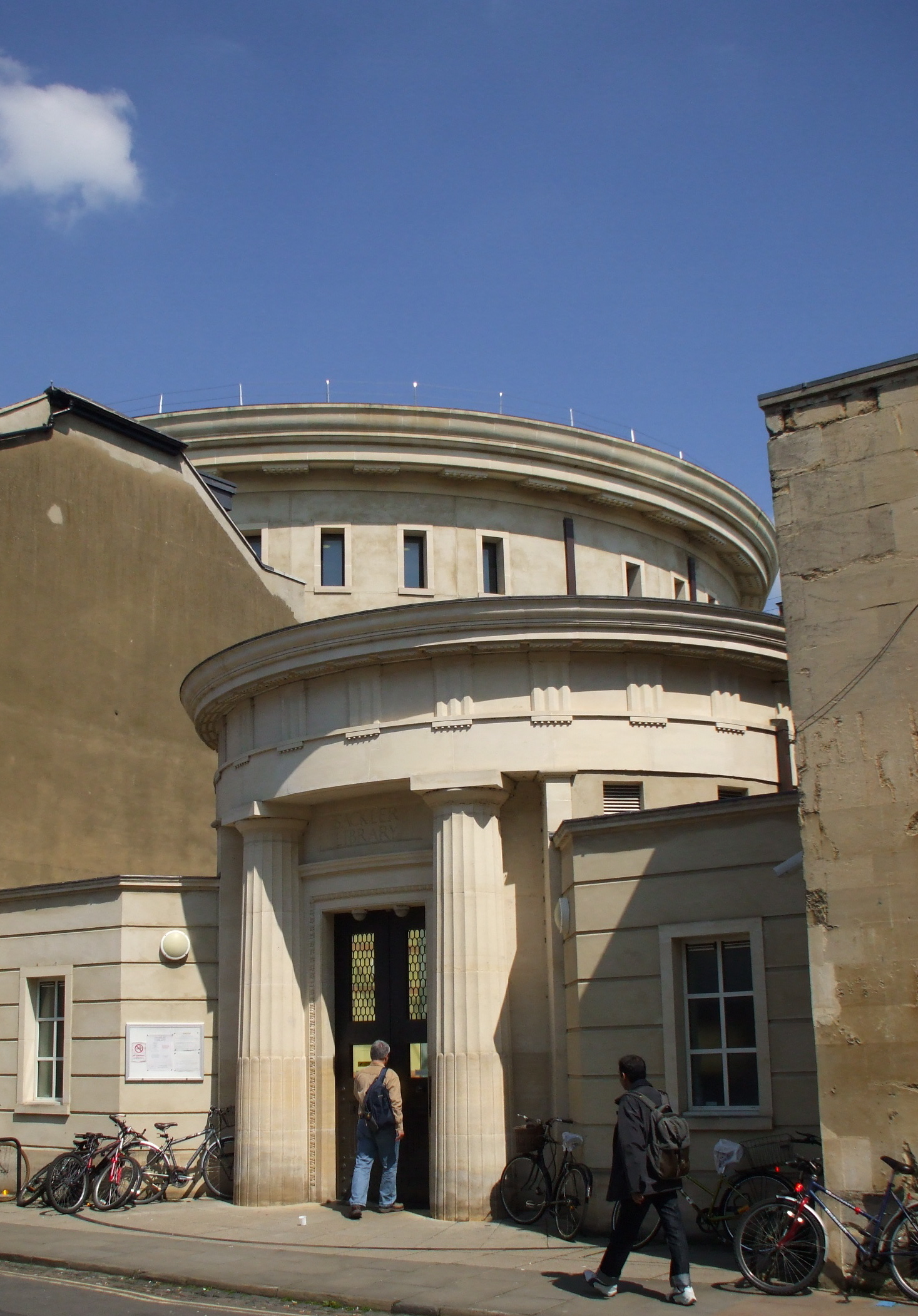

賽克勒圖書館（Sackler Library）是英國牛津大學的一座圖書館。這座圖書館主要收藏古典學、美術史、考古學的書籍。

## 历史
賽克勒圖書館竣工於2001年，並在這一年的9月24日啟用。建築的設計者是羅伯特·亞當（Robert Adam）和保羅·漢維（Paul Hanvey）。這座圖書館也是牛津大學主圖書館博德利圖書館群組（Bodleian Library）的一部分。

## 外部連結
- Sackler Library website （页面存档备份，存于）

51°45′20″N 1°15′40″W / 51.75556°N 1.26111°W